# 에밀 부아라크
에밀 부아라크(프랑스어: Émile Boirac, 1851년 8월 26일~1917년 9월 20일)는 프랑스의 철학자이자 에스페란티스토다. 데자뷔(기시감)라는 용어를 최초로 사용하였다.

## 참고 문헌
- 《Oficiala Gazeto Esperantista》 7–8 (73-74): 132–135. 1917. |제목=이(가) 없거나 비었음 (도움말)